# Кирилловское сельское поселение (Брянская область)
Кири́лловское сельское поселение — муниципальное образование в южной части Климовского района Брянской области. Административный центр — село Кирилловка.
Образовано в результате проведения муниципальной реформы в 2005 году, путём слияния дореформенных Кирилловского и Вишнёвского сельсоветов.
Территория сельского поселения прилегает к государственной границе России; здесь действует режим пограничной зоны.

## Население
| 2010 | 2011 | 2012 | 2013  | 2014 | 2015 | 2016 | 2017 | 2018 |
| ---- | ---- | ---- | ----- | ---- | ---- | ---- | ---- | ---- |
| 999  | ↘994 | ↘969 | ↗1036 | ↘965 | ↘903 | ↘858 | ↘826 | ↘790 |
| 2019 | 2020 | 2021 |       |      |      |      |      |      |
| ↘771 | ↘768 | ↘766 |       |      |      |      |      |      |

## Состав сельского поселения
В состав сельского поселения входят 8 населённых пунктов
| № | Населённый пункт | Тип населённого пункта       | Население |
| - | ---------------- | ---------------------------- | --------- |
| 1 | Берёзовка        | посёлок                      | →8        |
| 2 | Боровка          | посёлок                      | ↗117      |
| 3 | Вишнёвый         | посёлок                      | ↘355      |
| 4 | Кирилловка       | село, административный центр | ↘396      |
| 5 | Михайловка       | посёлок                      | ↘52       |
| 6 | Новокирилловка   | посёлок                      | ↗23       |
| 7 | Шумиловка        | село                         | ↘85       |